# 近畿地区不動産公正取引協議会
公益社団法人近畿地区不動産公正取引協議会（きんきちくふどうさんこうせいとりひききょうぎかい）は、一般消費者、事業者、広告代理店等を対象に不動産広告の相談を受け付けている内閣府所管の社団法人。

## 概要
- 所在：大阪市中央区谷町２－２－２０　大手前類第一ビル９階
- 設立：1989年7月1日